# Eupithecia cyrneata
Eupithecia cyrneata là một loài bướm đêm trong họ Geometridae.